# هيلو وورز
 هيلو وورز (بالإنجليزية:Halo Wars)  هي لعبة من نوع استراتيجية الوقت الحقيقي . صدرت في عام 2009 و هي متوفرة لـ إكس بوكس 360 ، و هي من تطوير إنسمبل ستوديوز وروبوت إنترتيمنت (تحديثات و محتوى قابل للتحميل) و نشر شركة مايكروسوفت جيم ستوديوز .

## روابط خارجية
- هيلو وورز على موقع IMDb (الإنجليزية)